# 黒木基康
黒木 基康（くろき もとやす、1936年1月1日 - 2014年7月6日）は、宮崎県出身の元プロ野球選手（外野手）。実兄の弘重も元プロ野球選手。

## 経歴
高鍋高では平原美夫監督の指導を受け、4番・一塁手としてプレーした。2年次の1953年には秋季九州大会に進むが、1回戦で九州学院に敗れた。3年次の1954年には夏の甲子園に出場し、同高は宮崎県勢として甲子園初出場を果たす。本大会では1回戦で鶴見工に敗退し、黒木は高校卒業後に1955年に日鉄二瀬へ入社。1年で退社して1956年に日本大学へ進学し、東都大学リーグでは在学中に3度の優勝を経験した。4年次の1959年春季では専大の横山政之（日本石油）に次ぐリーグ2位の打率.448を記録し、同年の秋季ではエース宮田征典を擁し3年ぶりの優勝を飾る。リーグ通算では41試合出場、126打数36安打、打率.286、1本塁打で、ベストナイン（外野手）を1回受賞した。大学同期に高木時夫捕手、会田豊彦三塁手、笹木士朗（日本鋼管）外野手らがいた。
大学卒業後の1960年に大洋ホエールズへ入団し、1年目の同年は開幕戦となった4月2日の中日戦（中日）で伊奈努から初本塁打を放つ。プロ入り3打席目でのソロ本塁打であった。黒木はその後、5番・右翼手として活躍した。チーム最多の22盗塁を記録し、球団史上初のリーグ優勝に貢献した。8月23日の中日戦で転倒し鎖骨を骨折したため黒木は日本シリーズに欠場したが、大洋は日本シリーズで大毎を破り日本一に輝いた。
岩本尭一軍打撃コーチの勧めによって1964年7月ごろから一本足打法に取り組み、打撃フォームが固まった1965年には自己最多でリーグ3位の25本塁打を放ち、打率.283、61打点（リーグ8位）の好記録を残す。同年のオールスターゲームにも選出され、一本足打法の先輩である巨人の王貞治と共に週刊ベースボールの表紙を飾ったこともあった。
1966年には2年連続2桁本塁打となる10本塁打を記録したが、両膝の故障と、実業家の義父の急死により兄・弘重と共に事業を手伝うことを選び、同年に現役を引退した。
引退後は大阪市淀川区十三でレストランビルを経営し、高鍋高時代のチームメイトで投手であった杉尾貞邦が課長を務めた。2014年7月6日、誤嚥性肺炎のため兵庫県神戸市東灘区の病院で死去した。78歳没。

## 詳細情報

### 年度別打撃成績
| 年 度     | 球 団     | 試 合 | 打 席 | 打 数 | 得 点 | 安 打 | 二 塁 打 | 三 塁 打 | 本 塁 打 | 塁 打 | 打 点 | 盗 塁 | 盗 塁 死 | 犠 打 | 犠 飛 | 四 球 | 敬 遠 | 死 球 | 三 振 | 併 殺 打 | 打 率 | 出 塁 率 | 長 打 率 | O P S |
| --------- | --------- | ----- | ----- | ----- | ----- | ----- | -------- | -------- | -------- | ----- | ----- | ----- | -------- | ----- | ----- | ----- | ----- | ----- | ----- | -------- | ----- | -------- | -------- | ----- |
| 1960      | 大洋      | 100   | 365   | 340   | 31    | 79    | 15       | 3        | 9        | 127   | 37    | 22    | 7        | 5     | 2     | 17    | 2     | 1     | 75    | 13       | .232  | .271     | .374     | .644  |
| 1961      | 大洋      | 124   | 370   | 335   | 23    | 72    | 13       | 2        | 9        | 116   | 36    | 12    | 6        | 6     | 2     | 23    | 1     | 4     | 72    | 11       | .215  | .273     | .346     | .620  |
| 1962      | 大洋      | 87    | 181   | 172   | 11    | 39    | 10       | 1        | 4        | 63    | 12    | 4     | 2        | 3     | 0     | 6     | 0     | 0     | 31    | 1        | .227  | .253     | .366     | .619  |
| 1963      | 大洋      | 107   | 277   | 255   | 23    | 57    | 15       | 0        | 4        | 84    | 13    | 5     | 3        | 7     | 1     | 11    | 0     | 3     | 28    | 2        | .224  | .264     | .329     | .593  |
| 1964      | 大洋      | 96    | 206   | 185   | 28    | 50    | 12       | 1        | 2        | 70    | 19    | 4     | 3        | 4     | 1     | 16    | 0     | 0     | 21    | 5        | .270  | .328     | .378     | .707  |
| 1965      | 大洋      | 119   | 385   | 360   | 47    | 102   | 6        | 2        | 25       | 187   | 61    | 4     | 6        | 2     | 0     | 20    | 0     | 3     | 54    | 6        | .283  | .326     | .519     | .846  |
| 1966      | 大洋      | 97    | 243   | 223   | 24    | 46    | 3        | 0        | 10       | 79    | 22    | 2     | 3        | 2     | 1     | 14    | 0     | 3     | 39    | 6        | .206  | .263     | .354     | .617  |
| 通算：7年 | 通算：7年 | 730   | 2027  | 1870  | 187   | 445   | 74       | 9        | 63       | 726   | 200   | 53    | 30       | 29    | 7     | 107   | 3     | 14    | 320   | 44       | .238  | .284     | .388     | .673  |

### 記録
初記録
- 初出場・初先発出場：1960年4月2日、対中日ドラゴンズ1回戦（中日スタヂアム）、6番・右翼手で先発出場
- 初安打・初本塁打・初打点：同上、7回表に伊奈努から左越ソロ

その他の記録
- オールスターゲーム出場：1回 （1965年）
- 新人の開幕戦本塁打 ※史上7人目[10]

### 背番号
- 23 （1960年 - 1966年）